# Гроте (Козенца)
Гроте (итал. Grotte) је насеље у Италији у округу Козенца, региону Калабрија.
Према процени из 2011. у насељу је живело 35 становника. Насеље се налази на надморској висини од 100 м.